# Альтернативное автомобильное топливо

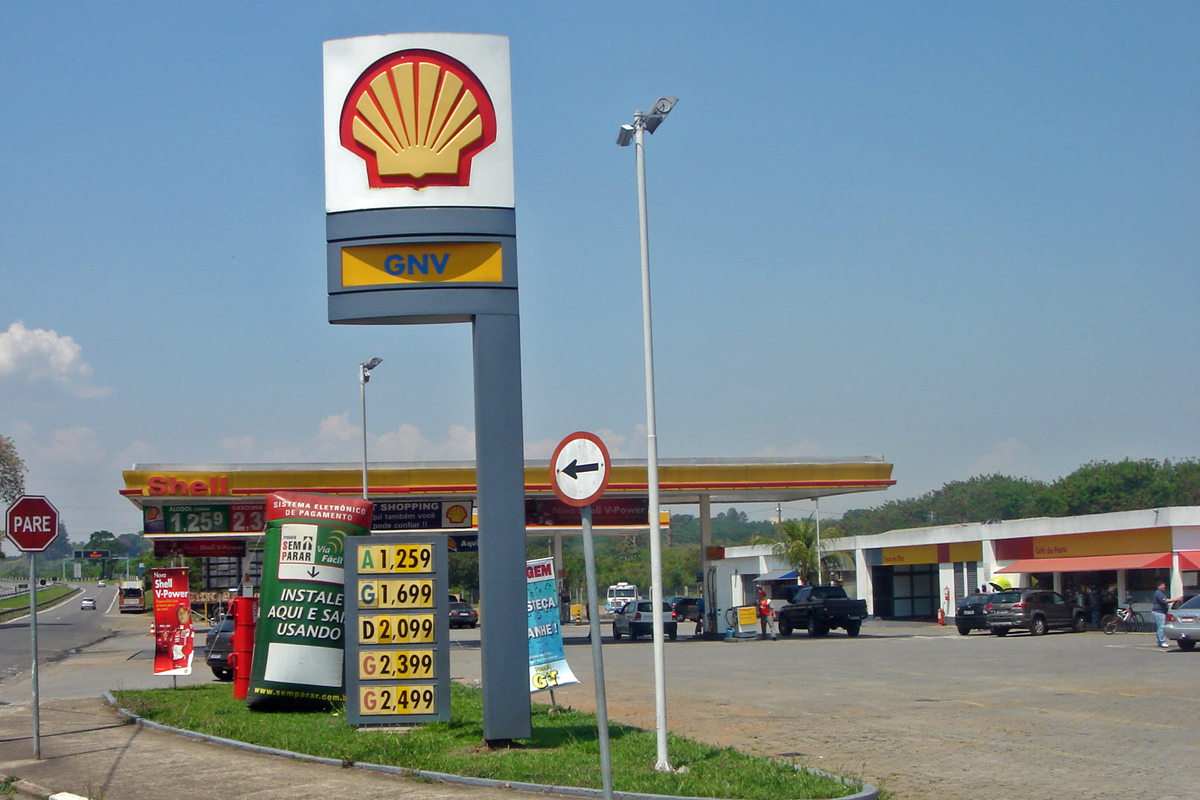
АЗС с четырьмя альтернативными видами топлива на продажу: биодизель (B3), газохол(смесь бензина и этанола)(E25), биоэтанол (E100) и сжатый природный газ. Пирасикаба, Бразилия.

Альтернативное автомобильное топливо — моторное топливо, обеспечивающее работу двигателя, исключая топливо на основе нефти (например, бензин или дизельное топливо) полностью или частично. В более широком смысле — это то топливо, отличное от традиционного нефтяного. Также к этому понятию относятся технологии питания двигателя, не использующие исключительно бензин (например, электромобили, гибридные электромобили, работающие на солнечной энергии). Из-за сочетания таких факторов, как экологические проблемы с добычей и использованием нефтепродуктов, высокие цены на нефть и потенциальное истощение запасов нефти, разработка более чистых альтернативных видов топлива и передовых систем питания для транспортных средств стала приоритетной задачей для многих государств и производителей транспортных средств в мире.
К видам автомобильного транспорта на альтернативных видах топлива включают: электрические транспортные средства, гибридные электромобили, многотопливные транспортные средства (Flex-fuel vehicle), транспортные средства на сжатом природном газе, электромобили на солнечных батареях, автомобили, работающие на биодизеле и водородные автомобили. В ту же категорию можно включить экспериментальные и малораспространенные наземные транспортные средства, такие как паровой автомобиль или автомобиль, работающий за счёт компактного ядерного источника энергии.
Расчеты показывают, что около 30 % общей потребности в топливе может быть замещено биотопливом без уменьшение производства продуктов питания..

## Текущие официальные определения
Не все официальные определения совпадают.

### Определение в Европейском Союзе
В Европейском Союзе альтернативное топливо определяется Директивой 2014/94/ЕС Европейского парламента и Совета от 22 октября 2014 года о развертывании инфраструктуры альтернативных видов топлива.
«альтернативные виды топлива» означают виды топлива или источники энергии, которые служат, по крайней мере частично, заменой источников ископаемого топлива в энергоснабжении транспорта и которые могут способствовать его обезуглероживанию и улучшению экологических показателей транспортного сектора. Среди прочего, они включают:
- электричество,
- водород,
- биотопливо, как определено в пункте (i) статьи 2 Директивы 2009/28/ЕС,
- синтетические и парафиновые топлива,
- природный газ, включая биометан, в газообразной форме (компрессированный природный газ (КПГ)) и сжиженной форме (сжиженный природный газ (СПГ)), и
- сжиженный нефтяной газ (СНГ);

— Директива 2014/94/ЕС Европейского парламента и Совета от 22 октября 2014 г. о развертывании инфраструктуры альтернативных видов топлива.

### Определение в США
В США Агентство по охране окружающей среды (EPA) определяет альтернативное топливо как:
Альтернативное топливо, включая газообразное топливо, такое как водород, природный газ и пропан; спирты, такие как этанол, метанол и бутанол; растительные масла и масла из отходов; и электричество. Эти виды топлива могут использоваться в специальной системе, в которой сжигается одно топливо, или в смешанной системе с другими видами топлива, включая традиционный бензин или дизельное топливо, например, в гибридно-электрических или универсальных транспортных средствах.
— Агентство по охране окружающей среды 

### Определение в Канаде
В Канаде с 1996 года в Правилах альтернативных видов топлива SOR / 96-453 Закон об альтернативных видах топлива определяет альтернативное топливо:
Для целей определения альтернативного топлива в подразделе 2 (1) Закона следующие виды топлива, используемые в качестве единственного источника энергии прямого движения автомобиля, считаются альтернативными видами топлива:
- (а) этанол;
- (б) метанол;
- (в) газ пропан;
- (г) природный газ;
- (д) водород;
- (е) электричество;
- (g) для целей подразделов 4(1) и 5(1) Закона, любое смешанное топливо, содержащее не менее 50 процентов одного из видов топлива, указанных в параграфах (а)-(е); а также
- (h) для целей подразделов 4(2) и 5(2) Закона, любое смешанное топливо, содержащее одно из видов топлива, упомянутых в параграфах (a)-(e).

— Правила использования альтернативных видов топлива (SOR/96-453)

## Смежные концепции
К альтернативным видам топлива относятся синтетические и возобновляемые виды топлива, которые часто называют «устойчивыми» топливами (поскольку запасы таких топлив не ограниченны минеральными резервами). Синтетическое топливо производится из угля, природного газа или другого углеводородного сырья, такого как например биомасса, с использованием процесса Фишера-Тропша или через процесс Бергиуса. В первом случае сырье газифицируют для создания смеси монооксида углерода и водорода (синтез-газ), которые затем рекомбинируют с образованием жидкого углеводородного топлива. Процесс Бергиуса т. н. процесс прямого сжижения угля (ПСУ), не включает газификацию. Это является фундаментальным отличием процесса от процесса Фишера-Тропша.
В странах богатых углем, конверсия угля в жидкое топливо считается перспективной.
По соображениям необходимости предотвращения глобального потепления такие программы зачастую сочетаются с разработкой технологии улавливания углекислого газа — процесс, включающий отделение СО2 от промышленных и энергетических источников, транспортировку к месту хранения и долгосрочную изоляцию от атмосферы. Также существуют и проекты использования избыточного СО2 для производства синтетического топлива. В некоторых странах с развитым сельскохозяственным сектором более перспективным считается развитие энергетического растениеводства (в том числе лесоводства), которое может быть источником таких топлив как биогаз, биоэтанол, биобутанол и скипидар, неочищенное растительное масло (которое можно использовать в качестве топлива для дизельных двигателей) и биодизель (который получают путем переэтерификации растительного масла). Возобновляемое топливо производится из биологических источников сырья, таких как сахара, растительные липиды, жиры, и масла. Липиды обрабатываются для переэтерификации или гидроочистки для получения реактивного топлива. Синтетические виды топлива как правило имеют состав, аналогичный обычному топливу, и достигают требуемых эксплуатационных характеристик при смешивании обычного и альтернативного топлива. Подобная практика используется для дополнения запасов или замены обычных видов топлива.
Другим подходом к категоризации топлива является создание концепции углеродно-нейтрального топлива (топливо, которое не оставляет углеродного следа). В свою очередь предлагаемые углеродно-нейтральные топлива можно в широком смысле разделить на синтетические топлива, которые получают путём химического гидрирования диоксида углерода, и биотоплива, которые производятся с использованием естественных процессов потребления CO2, таких как фотосинтез.
Одним из вариантом вышеупомянутого является электротопливо — новый класс углеродно-нейтральных заменяющих видов топлива, которые производятся с помощью электроэнергии из возобновляемых источников. Они являются альтернативой авиационному биотопливу. В основном представляют собой бутанол, биодизель и водородное топливо, но включают также спирты и углеродсодержащие газы, такие как метан и бутан.
Во многих странах в настоящее время на государственном уровне рассматриваются и внедряются в национальную экономику концепции связанные с переходом на альтернативные источники энергии в том числе и для автотранспорта. Такие концепции как «Энергетический переход» предполагают ускоренное внедрение в жизнь новых технологий даже если таковые пока еще неконкурентоспособны или требуют значительных инвестиций для развития такой промышленности и инфраструктуры. Иногда используется такая терминология:
- третий энергопереход — расширение использования газа (1930 год — 3 %, 2017 год − 23 %);
- четвёртый энергопереход — переход к возобновляемым источникам энергии: энергии ветра, Солнца, приливов и т. д. (2017 год — 3 %).

По странам:
- в Германии: Энергетический поворот
- в США: программа по борьбе с климатическими изменениями.

Текущий переход к возобновляемым источникам энергии и другим видам устойчивой энергетики в значительной степени обусловлен точкой зрения, что глобальные выбросы углерода должны быть сведены к минимуму. Поскольку ископаемое топливо является крупнейшим источником выбросов углерода, объём ископаемых видов топлива, который может производиться, был ограничен Парижским соглашением COP21 от 2015 года, чтобы поддерживать глобальное потепление на уровне ниже 1,5 °C.
В последние годы термин «энергетический переход» используется для обозначения перехода к устойчивой энергетике за счёт более широкой интеграции возобновляемых источников энергии в сферу повседневной жизни (переход к так называемой «зелёной экономике»).
Попытки ускоренного перехода к использованию возобновляемой энергии связаны с рисками (см. Мировой энергетический кризис), вытекающими из нестабильности её выработки и необходимостью увеличения добычи полезных ископаемых (например, металлов для производства аккумуляторов), что само по себе ведёт к ухудшению экологической ситуации. Примером последствий этого является попытка создания в США индустрии целлюлозного этанола, которая провалилась к концy 2010-х годов.

## Бензол и бензино-бензольные смеси

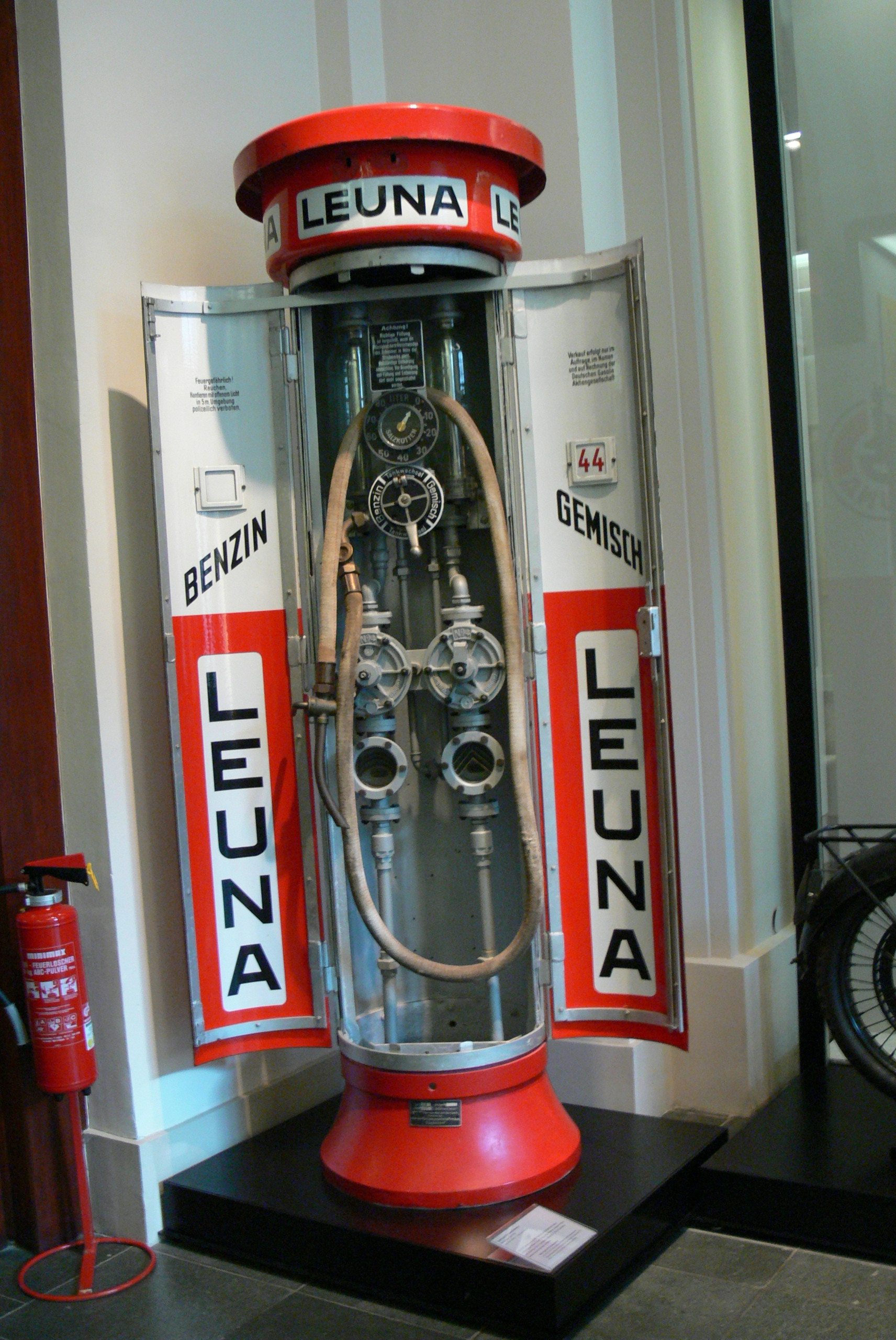
Немецкий исторический музей (Берлин). Бензонасос компании Leuna (1930 г.) для бензина и бензино-бензольной смеси («gemisch»).

Бензол повышает детонационную стойкость бензина. Некоторые ранние локомотивы с двигателями внутреннего сгорания использовали топливо, состоящее в основном из бензола.
В начале 20 века, в зависимости от источника и происхождения, бензин был самого разного качества (примерно от 40 октанов) и поэтому не очень подходил для универсального применения без антидетанационных присадок. Специальный автомобильный бензол, с другой стороны, имел сравнительно высокую детонационную стойкость (99 RON, 91 MON) будучи использованным в качестве топлива, но был сравнительно дорог, и двигатели, которые работали с ним, быстро загрязнялись сажей. В результате бензол использовался в качестве бензина только для специальных целей (например во время Первой мировой войны он применялся в авиационных двигателях).
В начале 1920-х годов, применение бензино-бензольных смесей предлагало решение этих проблем, путем смешивания дешевого бензина и (более дорогого) бензола для повышения детонационной стойкости такой смеси и создания таким образом топлива, приемлемого как по цене так и по качеству. В Германии и других странах бензол получали коксованием каменного угля. Этот процесс исторически был первым и служил основным источником бензола до Второй мировой войны. В 1923 году в Германии появилась первая бензино-бензольная смесь (немецкая аббревиатура «Bibo») на рынке, разработанная для компании OLEX под наименование «olexin» .
Смесь, разработанная для компании Benzol-Verband (BV) в 1924 году под наименование BV-Aral, (бензол относится к химической группе ароматических соединений, а бензин — к алифатическим) имела в своем составе «6 частей бензина и 4 части бензола». BV, как немецкий производитель бензола использовала эту технологию, чтобы создать еще один канал для продажи своей продукции в дополнение к продажам растворителей лакокрасочным заводам. В зависимости от качества базового бензина (от 40 до 60 RON) октановое число смеси БВ-Арал составляло от 64 до 76 RON.
После того, как были созданы топлива с более высоким октановым числом во время Второй мировой войны (что произошло в основном из-за развития мощных авиационных двигателей, которые требовали качественного топлива), ассоциация производителей бензола планировала в 1947-1948 году вывести на автомобильный рынок топливо еще более высокого качества с октановым числом 80 RON, что было выше, чем у конкурентов (за счет увеличения содержания бензола) . Этот путь развития технологии не нашел применения из-за развития других способов улучшения качества бензина. Сегодня такая высокая концентрация бензола в бензине запрещена ввиду его токсичности, и бензол разрешен только в качестве присадки к топливу в концентрации до одного процента.
В СССР бензино-бензольные смеси также применялись по причине отсутствия качественного бензина в 1920-30-е годы. Впрочем подобные смеси зачастую были весьма низкого качества. Руководитель Научного автомоторного института профессор Е. А. Чудаков писал:
«В середине 1928 года, на рынок была выпущена в качестве автомобильного топлива смесь тяжелого грозненского бензина с бензолом, причем оба компонента были взяты неудовлетворительные. Бензин был ухудшен против нормального тяжелого грозненского, поставляемого Нефтесиндикатом согласно его прейскуранту, а бензол не был подвергнут достаточной очистке. В результате большая часть автотранспорта была вынуждена остановиться; двигатели требовали переборки после 2-3 недель работы; наблюдалось значительное образование очень твердого нагара как на клапанах, так и на других рабочих частях двигателя. В картере двигателя скапливалось большое количество смолистой жидкости, которая образовывалась часто и во всасывающем трубопроводе, а на отдельных машинах даже заклинивала дроссели. Казалось-бы, что после таких неудачных экспериментов на рынок не должно выпускаться топливо, не подвергнутое первоначально тщательному испытанию. Однако по постановлению ВСНХ СССР N15 от 1 марта этого года на рынок было выпущено новое топливо — смесь газового бензина с грозненским лигроином и бензолом».
При сравнении теплотворной способности, бензин премиум-класса с 8,9 кВтч/л ниже значения «Bibo» с 9,3 кВтч/л, что, в свою очередь, ниже, чем у дизельного топлива с 9,8 кВтч/л.. Поскольку бензино-бензольные смеси горят медленнее, чем бензин, они требуют большего опережения зажигания. Считалось, что после перехода на бензино-бензольную смесь мощность двигателя снижалась от 1 до 4 %, а расход горючего также увеличивался от 2 до 5 %. Поэтому, определенные модификации двигателя были желательны: требовалось увеличение диаметра жиклеров. Добавка более 40 % бензола ухудшала запуск и снижала мощность мотора.
Помимо бензина в Германии в качестве компонента бензольного топлива использовали картофельный спирт. В Германии с 1930 г. добавка 2,5-10 % этанола являлась обязательной. В случае с бензино-бензольной смесью Albizol от компании Reichskraftsprit в смесь добавляли около 25 % картофельного спирта. Военный словарь США от 1944 года, упоминает топливный бензол как «Dreiergemisch» («тройная смесь»: бензин 50 %, бензол 40 %, спирт 10 %).

## Керосин как суррогат бензина

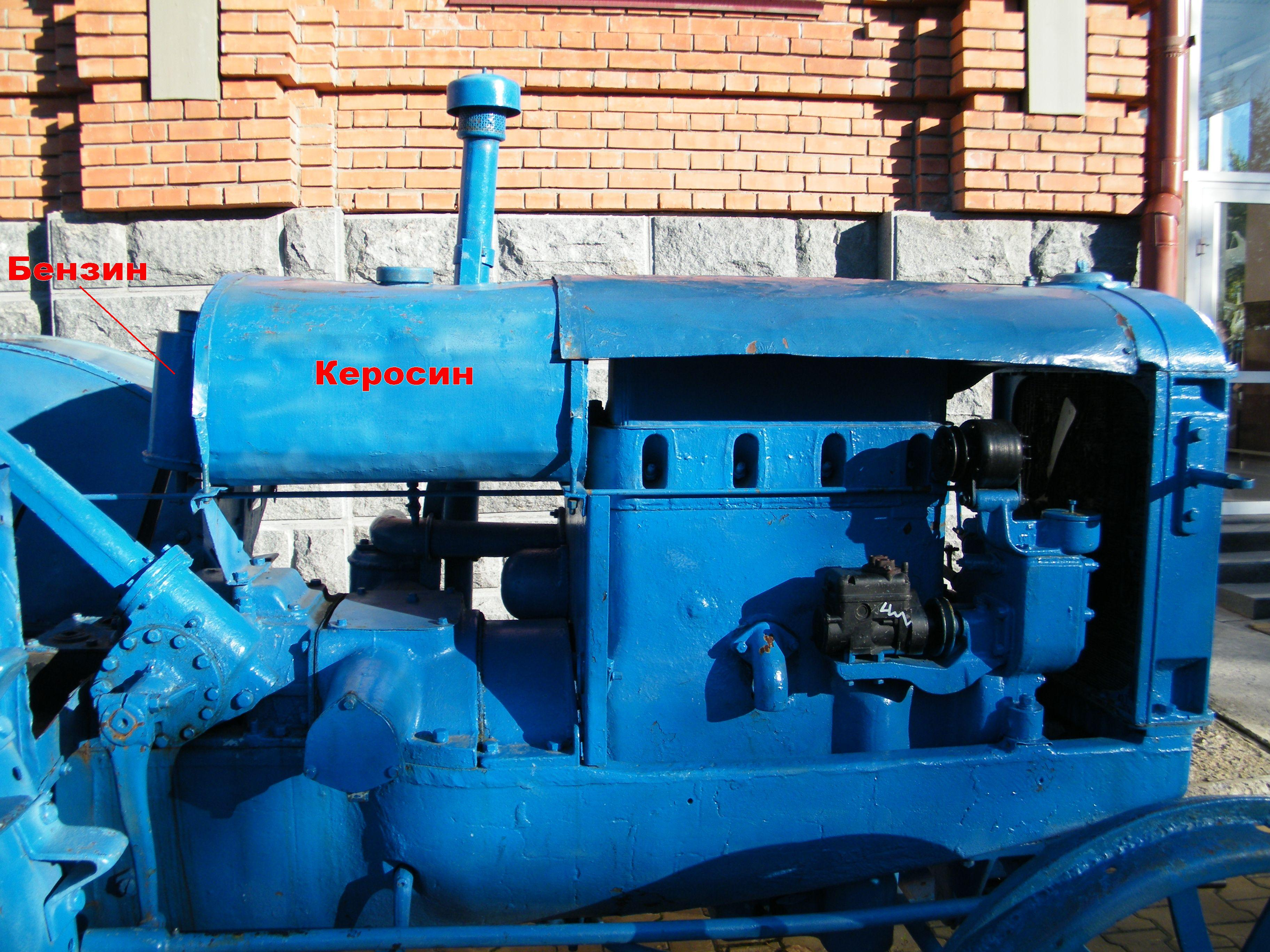
Трактор СХТЗ 15/30, большой топливный бак — для керосина, малый — для бензина. На двигателе видны свечи зажигания.

Использование керосина вместо дизельного топлива, как правило, в качестве присадки с целью оптимизации его низкотемпературных свойств широко известно. Использовать керосин в чистом виде в таком качестве не рекомендуется из за низкого цетанового числа. Во многих случаях применение керосина как альтернативы бензину также могло быть оправдано дефицитом и дороговизной бензина. В Великобритании в начале 20-го века тракторный керосин не облагался налогом в отличие от бензина, что делало такую технику привлекательной для фермеров. В некоторых странах (например, в Индии) керосин был субсидирован правительством как жизненно необходимый для бедных товар, используемый для освещения и приготовления пищи. В СССР керосин был дешевле бензина и применялся в качестве топлива для подвесных лодочных моторов. Использование керосина в бензиновых моторах не оптимально, но на заре развития двигателей внутреннего сгорания керосин широко применялся как топливо для карбюраторных двигателей внутреннего сгорания. Однако, октановое число керосина ниже 50, а степень сжатия двигателей была низкой (4,0-4,5). Знаменитая «полуторка», ввиду крайне низкой степени сжатия (4,25) могла работать и на моторном лигроине, и на светильном керосине. Так как испаряемость керосина хуже, чем у бензина, запустить холодный двигатель было гораздо сложнее, поэтому тракторы первой половины XX века, работавшие на керосине, имели дополнительный (малый) бензиновый топливный бак. Холодный двигатель запускался на бензине, после его прогрева до рабочей температуры тракторист переключал карбюратор на керосин. На керосиновых тракторах существовала необходимость нагревания керосина для улучшения испарения. В результате выпускной и впускной коллекторы были сконструированы так, чтобы выполнять функцию теплообменника, чтобы теплo первого нагревало второе.
По схожему принципу действовал и популярный в 1920—1930-х годах двигатель Хессельмана. Пока двигатель работал на полной мощности, керосин сгорал активно, но как только нагрузка снижалась, например, при движении без груза по шоссе, двигатель работал лучше на бензине.
В 1920-х — 1930-х годах применялась система впрыска воды в карбюратор на некоторых тракторах, в частности на американском International 10/20. Впрыск воды повышал детонационную стойкость рабочей смеси, что позволяло использовать в качестве топлива дешёвый керосин (хотя запускался и прогревался двигатель на бензине). В такой системе вода впрыскивалась во впускной коллектор в определенных пропорциях к топливовоздушной смеси (обычно от 12,5 % до 25 %) и вместе со смесью увлекалaсь в камеры сгорания. Обеспечение уменьшения детонационного порога происходило по причине большой теплоемкости воды, которая охлаждала рабочую смесь, и что важнее, разогретые детали двигателя, являющееся очагами детонации. В СССР были также разработаны тракторы СТЗ-1, Фордзон-Путиловец и т.п. работающиe на смеси керосина с водой.
| Октановые числа различных видов топлива |                 |
| Топливо                                 | Октановое число |
| Бензин                                  | 98              |
| Керосин                                 | 15-20           |
| Дизельное топливо                       | 50              |

В Европе после Второй мировой войны по соображениям экономии автомобили были модифицированы для работы на керосине, а не на бензине, который им приходилось импортировать и платить высокие налоги. Помимо дополнительных баков, трубопроводов и устройств для переключения между видами топлива, прокладка головки блока цилиндров была заменена на гораздо более толстую, чтобы уменьшить степень сжатия (что сделало двигатель менее мощным и менее эффективным, но способным работать на керосине). Необходимое оборудование реализовывалось под торговой маркой «Эконом».
Керосин используется для заправки подвесных моторов меньшей мощности, производимых компаниями Yamaha, Suzuki и Tohatsu. Это двухтопливные двигатели, которые в основном используются на небольших рыболовных судах. Они запускаются на бензине, а затем переходят на керосин, как только двигатель достигает оптимальной рабочей температуры. Многотопливные лодочные двигатели Evinrude и Mercury Racing также потребляют керосин, а также реактивное топливо.
Во время топливного кризиса 1970-х компания финская Saab-Valmet разработала и серийно производила автомобиль Saab 99 Petro, который работал на керосине, скипидаре или бензине. Проект под кодовым названием «Проект Лаппония» возглавил Симо Вуорио, и к концу 1970-х годов на базе Saab 99 GL был изготовлен рабочий прототип. Автомобиль был разработан для работы на двух видах топлива. Бензин использовался для холодных пусков и когда требовалась дополнительная мощность, но обычно он работал на керосине или скипидаре. С 1980 по 1984 год было выпущено 3756 автомобилей Saab 99 Petros и 2385 Talbot Horizons.(версия автомобиля Chrysler Horizon, в которую интегрированы многие компоненты от автомобиля Saab). Одной из причин производства автомобилей, работающих на керосине, было то, что в Финляндии керосин облагался меньшими налогами, чем бензин.
В современных автомобильных двигателях применение керосина в принципе возможно , хотя и налагает множество ограничений на двигатель. Например, керосин может применяться в условиях когда двигатель работает в узком диапазоне оборотов вращения и с определенной температурой. В холодное время года двигатель может не прогреться до оптимальной температуры. Для обеспечения более надежной работы двигателя может возникнуть необходимость установки теплообменника для подогрева керосина.

## Нафталиновый двигатель

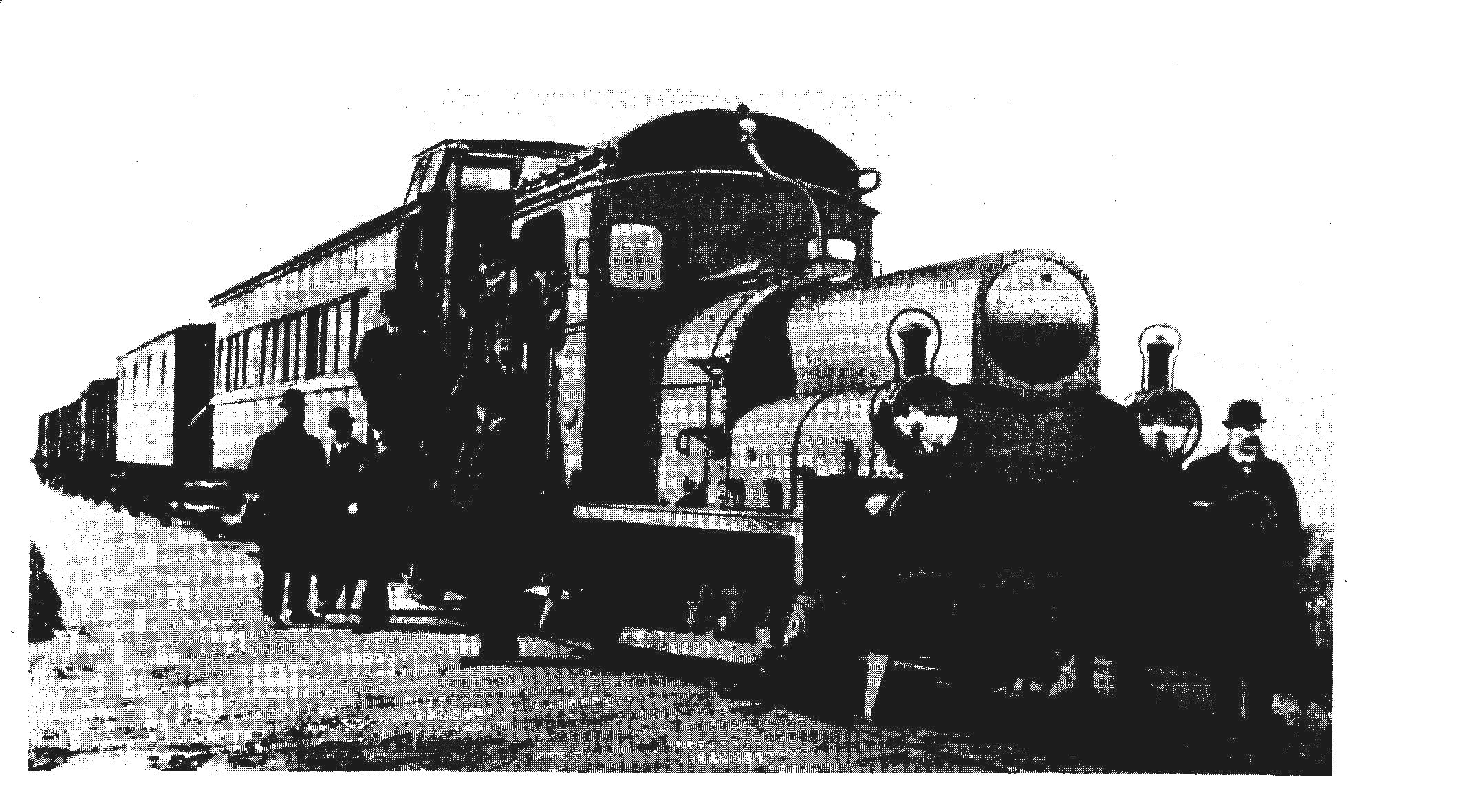
Нафталиновый локомотив 1913.

Существовал железнодорожный локомотив, использующий твердый нафталин, который был построен компанией Schneider-Creusot во Франции в 1913 году. Этот локомотив имел испарительный бензино-керосиновый двигатель мощностью 70 л.с., запускаемый на бензине и переключающийся на керосин после прогрева двигателя, но вместо керосина использовался нафталин как более дешевое топливо. Нафталин расплавлялся и испарялся в водяной рубашке, нагреваемой двигателем (температура плавления: 80,26 °C).
Предпринимаются попытки возродить нафталиновый двигатель. В патенте 1997 года Луиса Сиснероса Зазуэты (Мексика) утверждается: «Изобретение может быть использовано для всех типов четырехтактных бензиновых двигателей, работающих по термодинамическому циклу Отто, которые содержат карбюратор или систему впрыска топлива, число цилиндров также неважно. Низкая стоимость нафталина и экономичность делают использование этого устройства недорогим».
Помимо топлива нафталин использовался как присадка для увеличения октанового числа. В этой роли нафталин, хотя и работает, но сравнительно неэффективно. Добавка около 500 г сухого нафталина на 20 литров бензина дают прирост октанового числа на 3−5 единиц. Поскольку сухой нафталин выпадает в осадок, когда бензин испаряется в карбюраторе, такая смесь способствует появлению нагара в камерах сгорания, засорению топливопроводов, фильтров и форсунок. Нафталин при комнатной температуре растворим в этаноле в пропорции около 10%, не исключено применение такого раствора в качестве присадки к дизельному топливу в пропорции около 20%. Однако стоит учитывать, что нафталин токсичен для человека.

## Газ

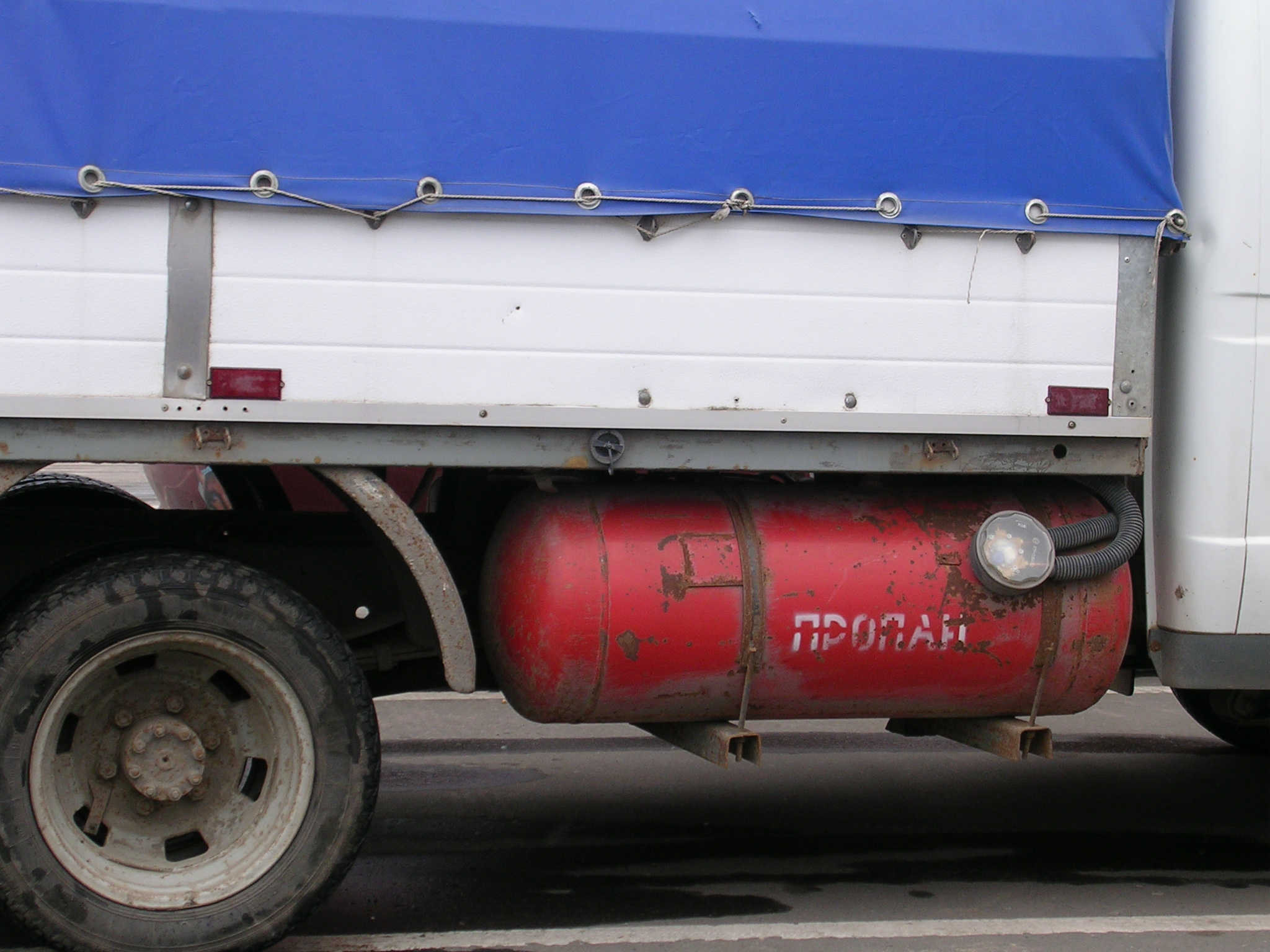
Баллон для сжиженных углеводородных газов на газифицированной «Газели»

Транспортные средства могут работать на различных газах, таких как природный газ, сжиженный нефтяной газ или биогаз . Двигатель внутреннего сгорания также может работать на газообразном водороде. Двигатели внутреннего сгорания, работающие на угарном газе, использовались в СССР во время Второй мировой войны. В них угарный газ получали из древесного угля.

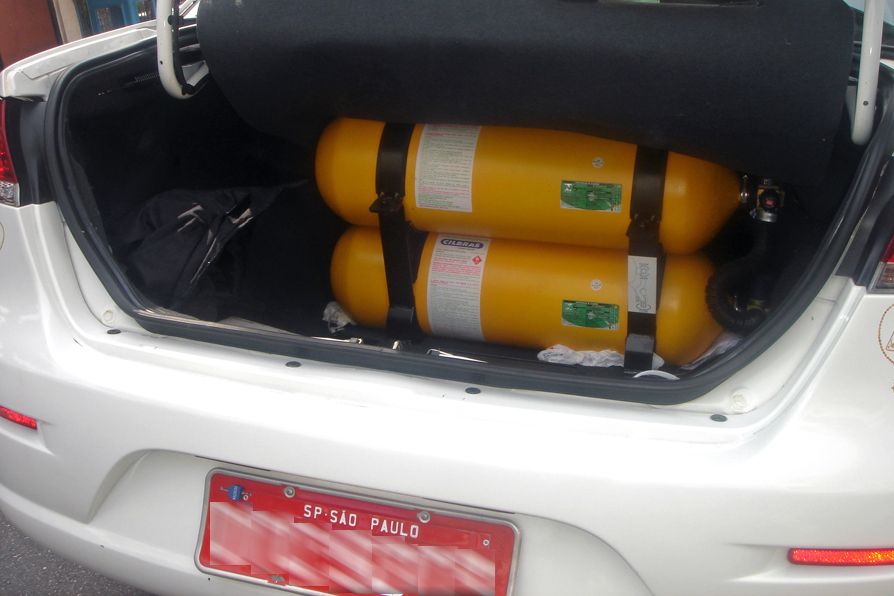

Использование газа в качестве топлива снижает загрязнение окружающей среды, поскольку он сгорает чище, чем нефть. Существующие автомобили с бензиновым двигателем можно переоборудовать для работы на природном газе, но сегодня все большая часть автомобилей в мире производится непосредственно для работы на газе. Автомобили меньшего размера, работающие на газе, часто также имеют бензобак, но автомобили большего размера имеют только бак для природного газа. Лиц идущих на покупку автомобиля, работающего на природном газе, привлекает низкая цена топлива и более низкие выбросы углекислого газа, оксида азота и твердых частиц. Природный газ продается в качестве топлива для автомобилей, цена природного газа составляет около 1,30 евро за килограмм. В пересчете на энергетический эквивалент в литрах газа стоимость природного газа составляет около 0,832 евро.
В 2006 году в мире насчитывалось около 5,7 млн автомобилей, работающих на газе. В Аргентине, Бразилии и Пакистане больше всего автомобилей, работающих на газе. В Европе они популярны в Италии (433 000), Украине (100 000), России (75 000), Германии (55 300) и Швеции (14 530). Есть также автомобили во Франции (10 200) и Беларуси (5 500). Цена природного газа в этих европейских странах составляет 40-80 % от цены бензина. В некоторых европейских странах и Японии, где все такси работают на газе, газовые автомобили используют в основном сжиженный нефтяной газ. Преимущество сжиженного нефтяного газа заключается в том, что он хранится при гораздо более низком давлении, чем природный газ, поэтому можно использовать более легкий газовый баллон.
Количество транспортных средств, работающих на природном газе, в Финляндии, включая городские автобусы, мусоровозы, такси и частных лиц, составляет примерно 800 (2011 г.). Первая общественная заправочная станция для автомобилей, работающих на природном газе, была открыта в Хельсинки и Мальми в июне 2005 года. В Финляндии насчитывается 16 общественных заправочных станций, работающих на природном газе (2011 год), и компания Gasum планирует построить сеть из 30 заправочных станций в ближайшие несколько лет. 
В Швеции уже более 160 заправок, в Германии 900, в Италии 850, в Австрии 210 и в России 240..
NACS, ассоциация удобства и розничной торговли топливом, сообщает, что в Соединенных Штатах насчитывается более 145 000 автозаправочных станций. Однако количество заправочных станций продающих газовое топливо гораздо меньше. По состоянию на 2021 год в США доступно около 900 общественных заправочных станций на компримированном природном газе (СПГ). Доступно около 60 заправочных станций для сжиженного природного газа (СПГ), в основном в районах, обслуживающих дальнемагистральные грузовые перевозки. Для потребителей заправка автомобилей природным газом в домашних условиях может быть возможна при установке небольшого заправочного устройства.
О потенциале использования природного газа в США только для коммерческого транспорта свидетельствуют следующие факты.
На шоссе по всей Америке рабоают два миллиона тягачей с прицепами. В совокупности они проходят примерно 140 миллиардов миль каждый год.
Они доставляют 68 процентов всех товаров в Соединенных Штатах. Каждый год большегрузный грузовик в среднем потребляет около 20 500 галлонов топлива (по сравнению с легковым автомобилем, который потребляет около 500 галлонов). 
 
97% грузовых автомобилей самого большого размера с прицепом для шоссейных дорог (класс 8) работают на дизельном топливе.
Автомобиль с дизельным двигателем можно переоборудовать, заменив дизельный двигатель на специальный двигатель, работающий на природном газе. Другой вариант — добавить возможность смешивания сжатого природного газа (СПГ). Эта технология, доступная для некоторых дизельных двигателей, позволяет двигателю работать на контролируемой смеси дизельного топлива и СПГ.

Сжатый природный газ экономит от 30% до 50% по сравнению с обычным топливом, а транспортные средства, работающие на газe, доступны для всех типов применения, включая бизнес-парки и автомобили для личного пользования.

### Генераторный газ
Генераторный газ может быть использован в автомобилях с обычными двигателями внутреннего сгорания при добавлении газификатора дерева (газогенератор). Автомобили на древесном газе были известны с 1916 года.. Во время Второй мировой войны на окуппированных нацистской Германией территориях запрещалось применение бензина иначе как для военных нужд.
Газогенераторный автомобиль работает на твердом топливе, где в качестве топлива могут использоваться дрова, угольные брикеты или торф. Принцип работы газогенератора основан на неполном сгорании углерода, где углерод при сгорании может присоединить один атом кислорода или два с образованием соответственно монооксида (угарный газ) и диоксида (углекислый газ). Таким образом, ДВС такой машины работает на газообразном топливе получаемым из твердого топлива. Такой вариант неоптимален по нескольким причинам. Главными из них являются низкое качество получаемого во время работы газогенератора газа и также расход топлива на осуществление самого процесса газификации. Поскольку необходимая тяга создавалась за счет всасывания воздуха двигателем, запуск неработающего газогенератора был затруднен. Для запуска процесса горения был необходим мех или вентилятор.
Расход древесного угля как горючего на один тонно-километр пробега автомобиля составляет от 74,3 до 114 граммов. В 1928 году, во Франции, на специально проведенном конкурсном пробеге, 17-ти местный газогенераторный автобус «Берлие» прошел за 28 дней на дровах дистанцию 5250 км, а средний расход дров составил 47,8 кг на 100 км (кроме дров было израсходовано 12 л бензина на запуск двигателя, а также на чистку его частей в гаражах).

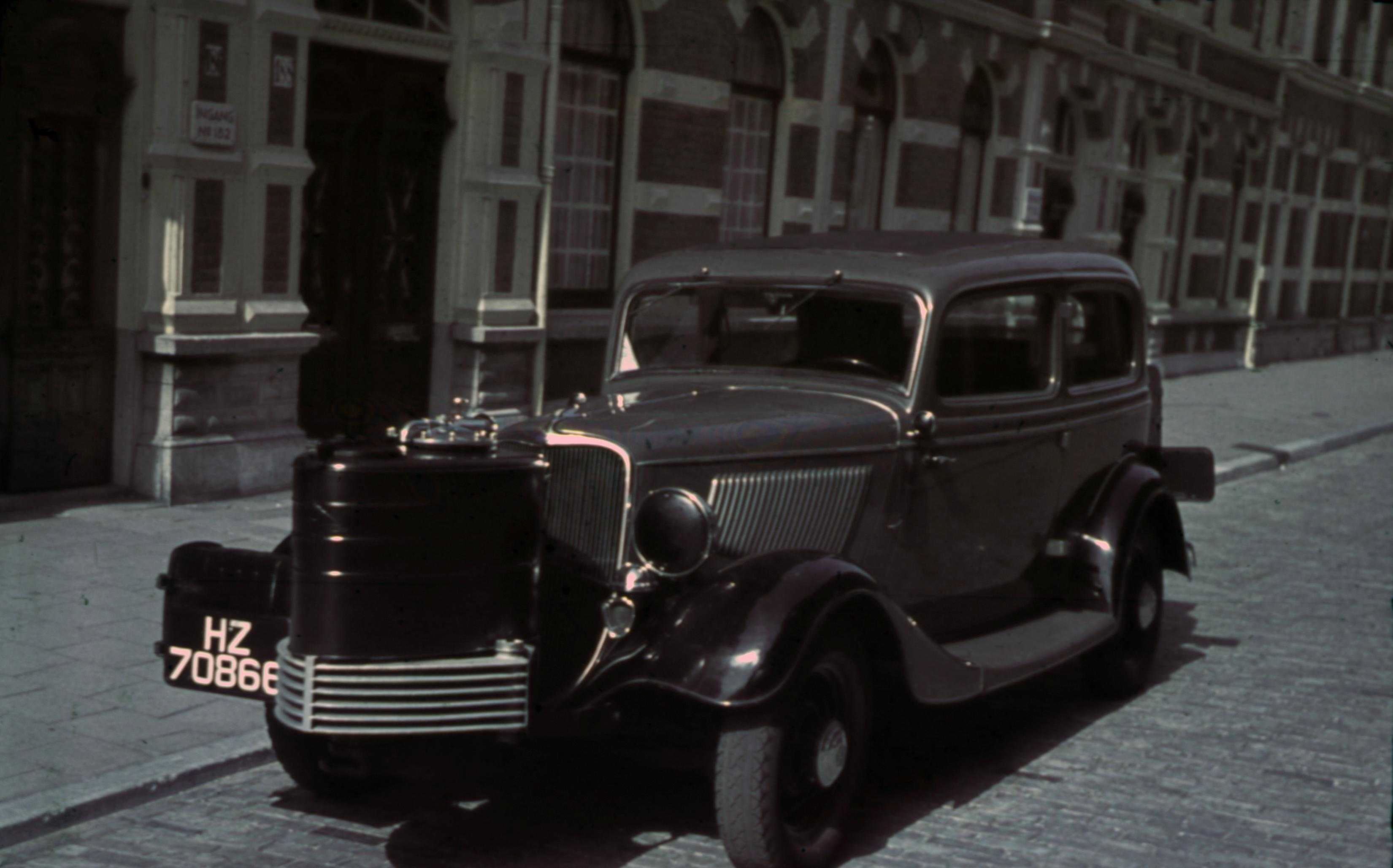
Автомобиль с газогенератором во время Второй мировой войны (в Нидерландах).

В автомобилях, оборудованных газогенератором возможно применение других генераторных газов.

### Газгольдерные автомобили

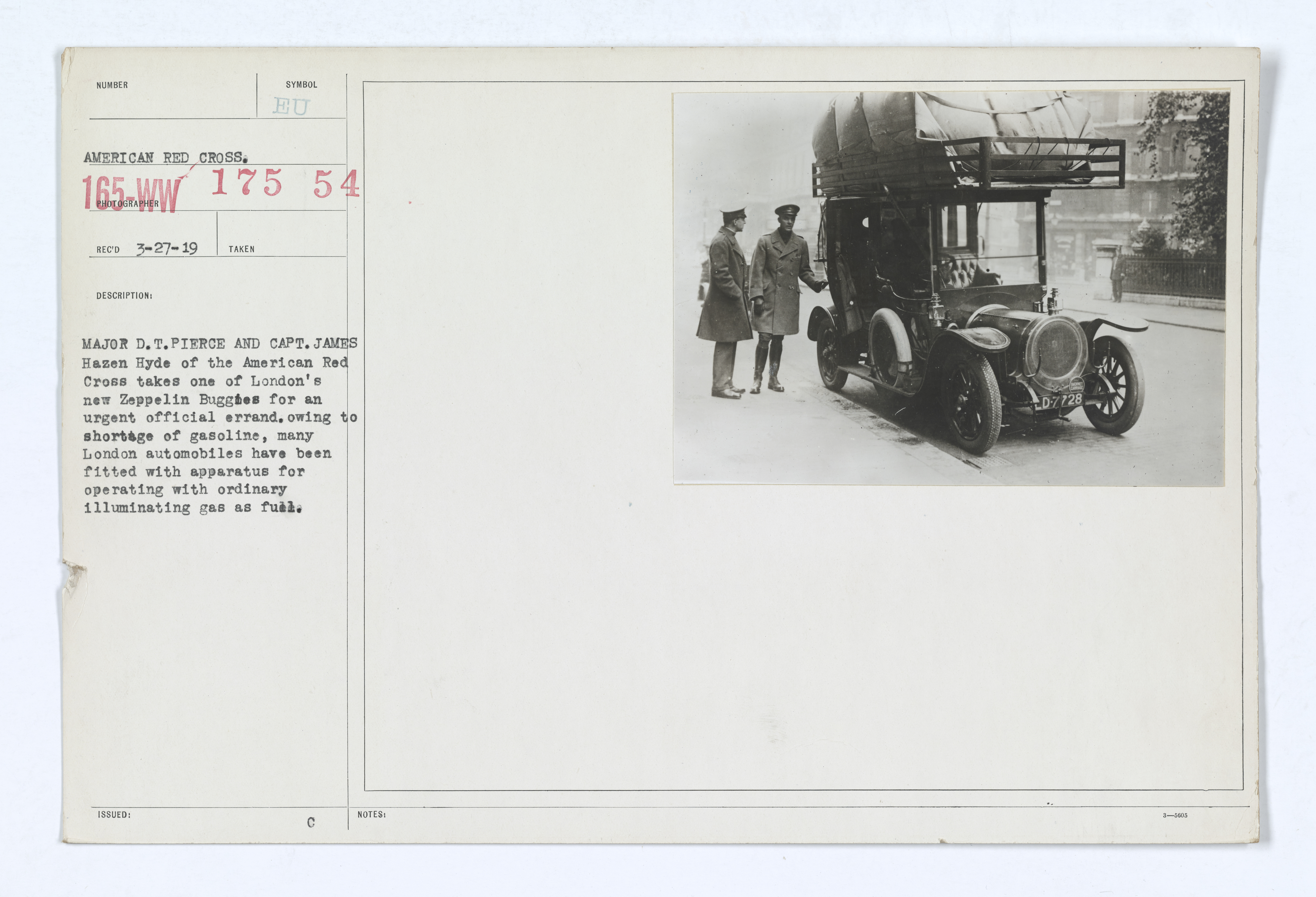
Лондон, Англия. 1919.

Газогенераторные автомобили были не единственным решением. Еще более громоздкой альтернативой стал автомобиль с газовым мешком.

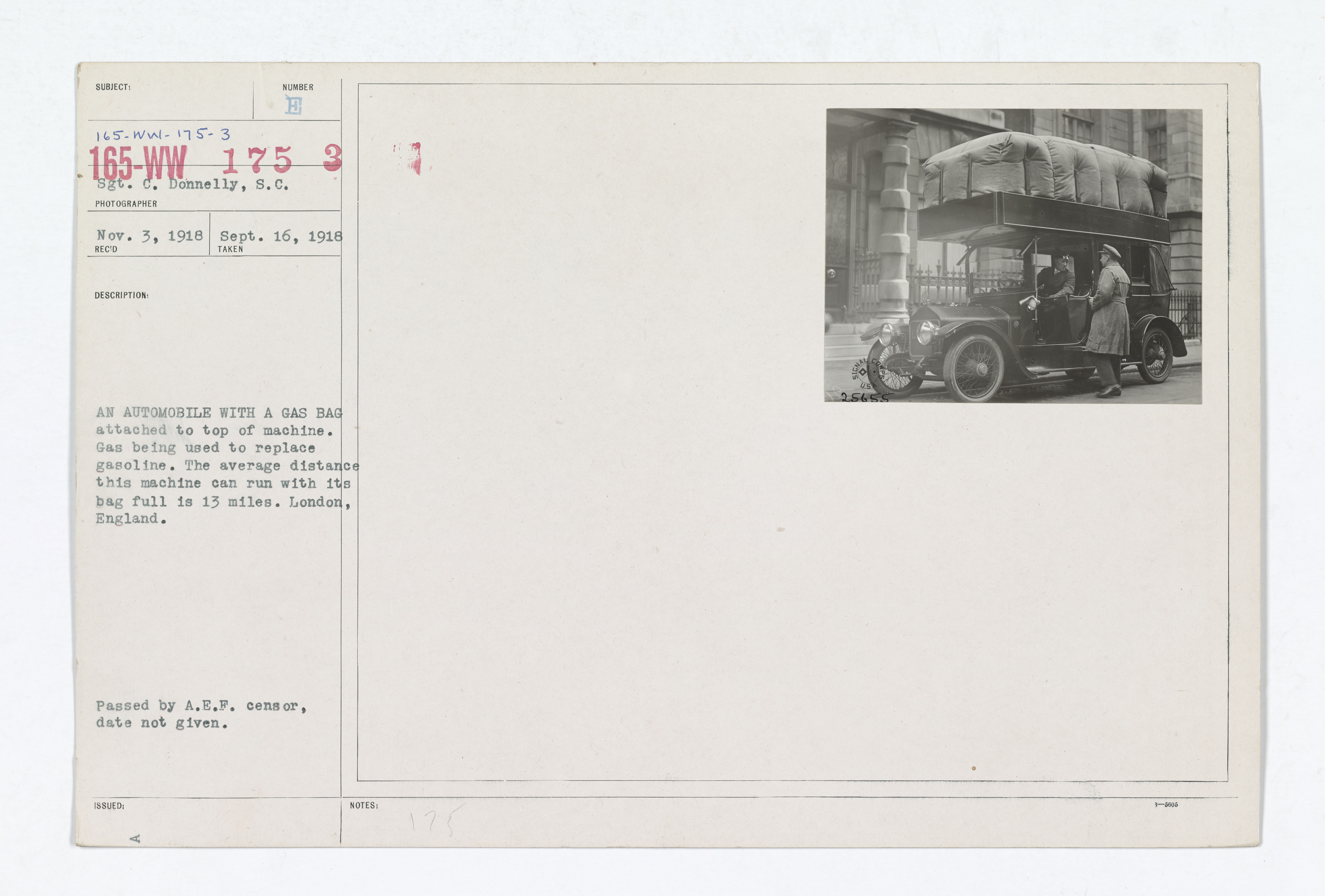
Автомобиль с газовым мешком, прикрепленным к верхней части машины. Среднее расстояние, которое эта машина может пройти с полным мешком, составляет 13 миль. Лондон, Англия. 1918.

На крыше такой машины размещался топливный бак автомобиля — брезентовый газовый баллон , наполненный несжатым газом. Автомобили с газовыми баллонами производились во время Первой мировой войны и особенно во время Второй мировой войны во Франции, Нидерландах, Германии и Англии как импровизированное решение проблемы нехватки бензина. Помимо легковых автомобилей, этой технологией также были оборудованы автобусы и грузовики. Транспортные средства заправлялись светильным газом, получаемым коксованием угля . Единственным способом получить хоть какую-то практическую дальность поездки было использование очень большого топливного бака. Автобусы для этого подходили лучше, чем автомобили — у них на багажнике на крыше имелся полноразмерный газовый баллон размером с «империал» английского двухэтажника. Баллон мог быть заключен в корпус обтекаемой формы, но чаще всего этого не было. Некоторые машины на фотографиях оборудованы огромным мешком для хранения газа (объемом например, в 13 кубических метров) и такая установка, давала ему запас хода примерно лишь в 50 км, поскольку такая топливная система нуждалась в 2-3 куб.м. газа для замены одного литра бензина. Аэродинамика автомобилей с газовыми баллонами, и следовательно, топливная экономичность была далека от оптимальной. Таким машинам не рекомендовалось превышать скорость в 50 км/ч, чтобы газгольдер не сдуло или не порвало ветром.
Хотя после окончания войны в Европе технология уже не применялась, идею возродили в Китае в 60-х годах для использования на автобусах работающих на городских маршрутах. В странах юго-восточной Азии подобную технику можно было видеть до 90-х годов.

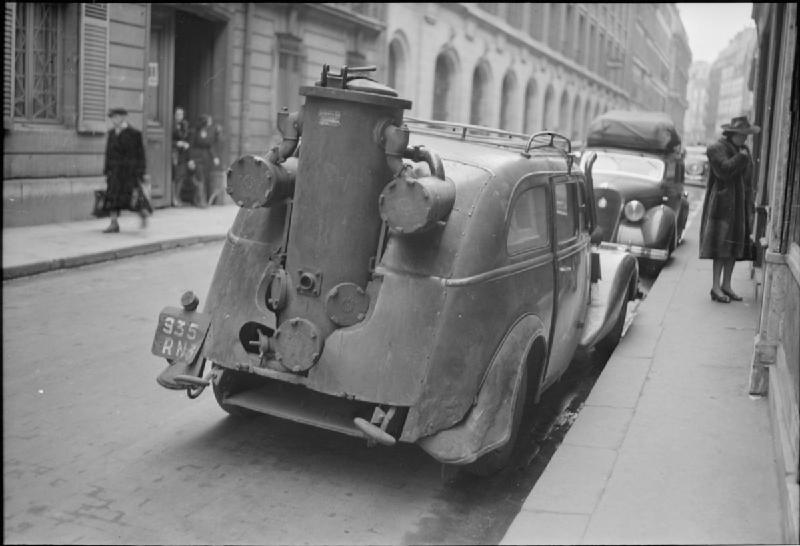
На крыше машины (на заднем плане) размещается брезентовый газовый баллон, наполненный несжатым светильным газом. Париж,весна 1945 г.

### Водород
Из нефти (или природного газа) паровая конверсия позволит производить водород, который можно использовать для питания автомобиля, работающего от топливного элемента. В большинстве планов, основанных на использовании этой идеи, предлагается использовать преимущества существующей сети распределения топлива и проводить преобразование с помощью специального оборудования прямо на АЗС. Хотя выбросы топливных элементов состоят исключительно из воды, при риформинге образуется столько же углекислого газа, как если бы в двигателе сжигалось такое же количество топлива. Таким образом, отношение этих выбросов к выбросам по топливной цепочке составляет 4:1.
КПД водородного топливного элемента в автомобиле на практике может составлять около 60%, но поскольку энергия сжигания угля теряется при каталитическом риформинге, он в лучшем случае составит около 40%. Но даже это лучше, чем ДВС: по сравнению с двигателем внутреннего сгорания выбросы примерно на 60% ниже. В настоящее время эффективность автомобилей с топливными элементами составляет около 25% (McCormick, 2001).

## Альтернативные виды топлива в топливных элементах
Теоретически, почти все виды топлива также можно использовать в топливных элементах. В попытках создания альтернативы нефтепродуктам прежде всего использовались спирты: этанол (этаноловый топливный элемент), пропанол  и глицерин , поскольку они значительно менее токсичны, чем традиционно используемый в топливных элементах метанол. Эксперименты проводились также с альдегидами (а именно с формальдегидом, включая параформальдегид ), с кетонами и с различными углеводородами, а также с диэтиловым эфиром и этиленгликолем . Использование муравьиной кислоты в топливных элементах на основе муравьиной кислоты также хорошо изучено(см. ниже). Топливные элементы, работающие на глюкозе в форме собственного сахара в крови, могут снабжать медицинские имплантаты электричеством, (см. биотопливные элементы).
Использование углерода в топливных элементах возможно и интенсивно исследуется, (см. Углеродный топливный элемент). Использование угля или кокса в качестве основного источника энергии было бы выгодно, но практическая реализация оказалась сложной.
Безуглеродные соединения, особенно аммиак или гидразин, а также боргидрид натрия, также могут использоваться для топливных элементов.
Муравьиная кислота
Муравьиная кислота используется путем преобразования ее сначала в водород и использования его в водородном топливном элементе. Ее также можно использовать непосредственно в топливных элементах с муравьиной кислотой. Муравьиную кислоту гораздо легче хранить, чем водород.

## Автомобили, работающие на аммиаке

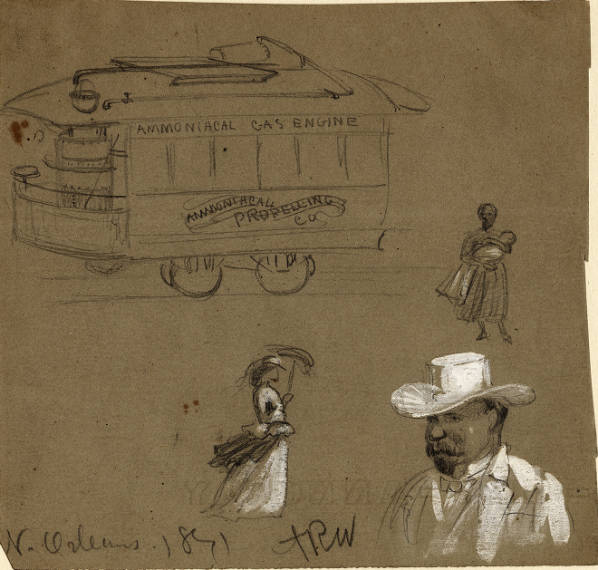
Трамвай с аммиачным газовым двигателем в Новом Орлеане, нарисованный Альфредом Во в 1871 году.

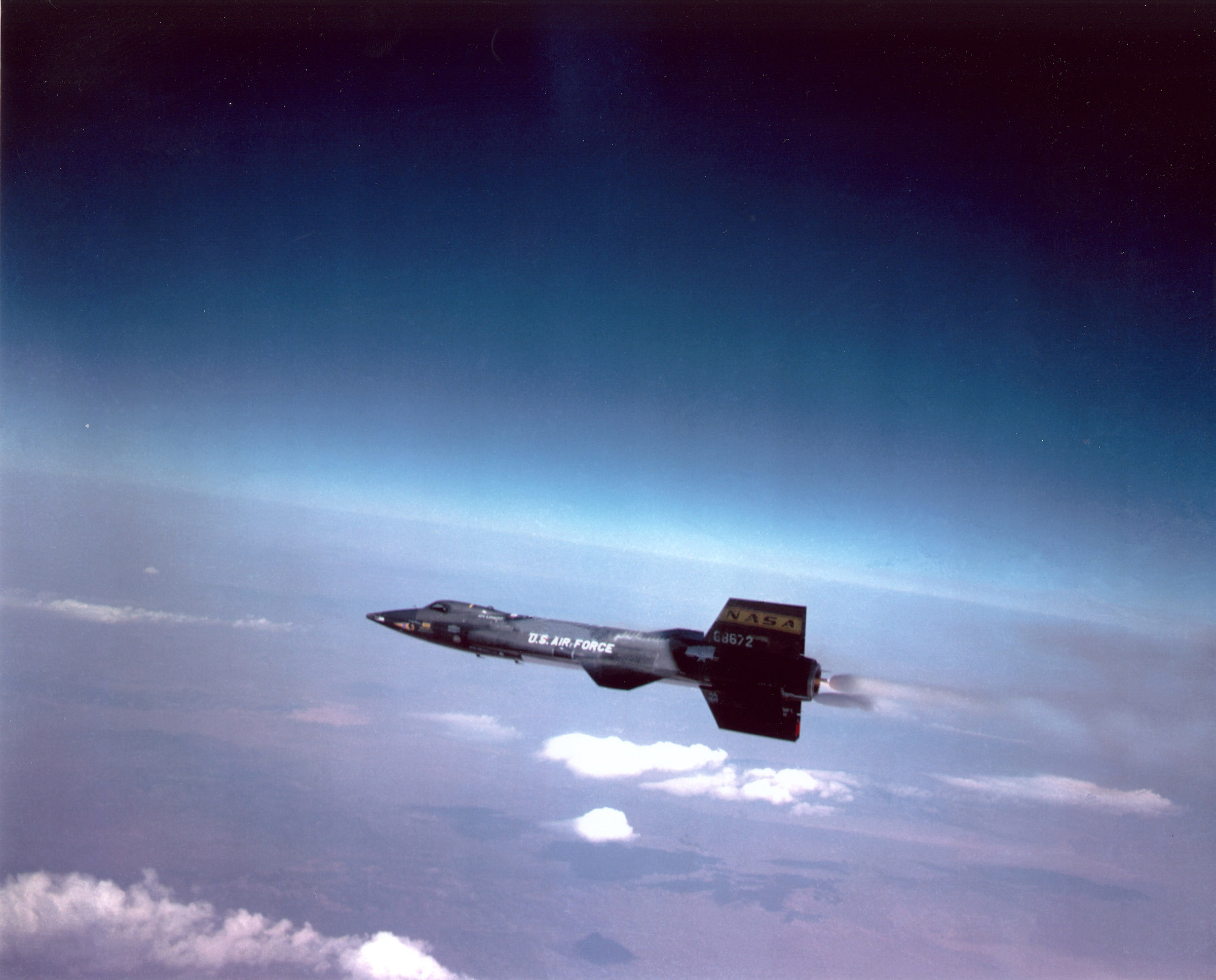
Самолет Х-15 использовал аммиак в качестве одного из компонентов топлива своего ракетного двигателя.

Аммиак получают путем соединения газообразного водорода с азотом из воздуха. Крупномасштабное производство аммиака использует природный газ в качестве источника водорода. Аммиак использовался во время Второй мировой войны для питания автобусов в Бельгии, а также в двигателях и системах солнечной энергии до 1900 года. Жидкий аммиак также использовался в ракетном двигателе Reaction Motors XLR99, который приводил в действие гиперзвуковой исследовательский самолет X-15. Хотя оно и не такое мощное, как другие виды топлива, оно не оставляло копоти в многоразовом ракетном двигателе, а его плотность примерно соответствовала плотности окислителя — жидкого кислорода, что упрощало конструкцию самолета.
Аммиак был предложен в качестве практической альтернативы ископаемому топливу для двигателей внутреннего сгорания. Теплотворная способность аммиака составляет 22,5 МДж/кг, что примерно вдвое меньше, чем у дизельного топлива. В обычном двигателе, в котором водяной пар не конденсируется, теплотворная способность аммиака будет примерно на 21 % меньше этой цифры. Его можно использовать в существующих двигателях лишь с небольшими модификациями карбюраторов/форсунок. Аммиак может быть получен из возобновляемой электроэнергии, и его плотность лишь вдвое меньше, чем у бензина или дизельного топлива, и его можно легко перевозить в достаточном количестве на транспортных средствах. При полном сгорании у него нет других выбросов, кроме азота и водяного пара.
Химическая формула горения: 4 NH3 + 3 O2 → 2 N2 + 6 H2O, в результате получается 75 % воды и азот.
Были предложены и иногда использовались аммиачные двигатели или аммиачные двигатели, использующие аммиак в качестве рабочего тела. Принцип аналогичен тому, что используется в бестопочном локомотиве, но с аммиаком в качестве рабочего тела вместо пара или сжатого воздуха. Аммиачные двигатели экспериментально использовались в 19 веке Голдсуорти Герни в Великобритании и в трамваях Нового Орлеана. В 1981 году канадская компания переоборудовала Chevrolet Impala 1981 года для работы на аммиаке в качестве топлива.

## Твердотопливные автомобильные двигатели
Автомобили с газогенератором, см.выше, раздел Генераторный газ.

### Паровой автомобиль

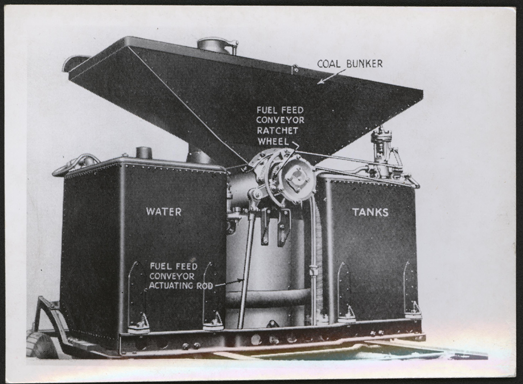
Заводская фотография котла грузовика Сентинел и механизма подачи угля.
Котлоагрегат работает с автоматическим контролем подачи топлива.

Паровой автомобиль — это автомобиль, имеющий компактную паровую машину в качестве двигателя . Топливом для парового котла может быть практически любой сгораемый материал.
Паровым автомобилям требуется много времени для запуска, но некоторые из них развивали скорость более 100 миль в час (161 км / ч), как например, паровые автомобили Doble последних моделей E,F. Их паровой котел, работавший на керосине, можно было привести в рабочее состояние менее чем за 30 секунд, они имели высокий крутящий момент и быстрое ускорение, но были весьма дорогими.
Паровой двигатель использует внешнее сгорание топлива, в отличие от ДВС. Тогда как КПД автомобиля с бензиновым двигателем составляет около 25-28 %, паровой двигатель с комбинированным циклом, в котором горящие газы используется для привода газовой турбины, может иметь КПД от 50 % до 60 %, но практически КПД автомобилей с паровым двигателем составляет всего около 5-8 %.
Самым известным и продаваемым паромобилем был Stanley Steamer . В нем использовался компактный жаротрубный котел под капотом для питания простого двухпоршневого двигателя, который был подключен непосредственно к задней оси. Паромобиль имел упрощенную конструкцию, чтобы цена покупки была доступной.
Сила пара может быть объединена со стандартным двигателем ДВС для создания гибрида (Шеститактный двигатель). Впрыск воды в цилиндр происходит после сгорания топлива, когда поршень еще перегрет, часто при температуре 1500 градусов и более. Вода будет мгновенно испаряться в пар, используя тепло, которое в противном случае было бы потрачено впустую.

### Магниевый двигатель
Магниевый двигатель (en:MAGIC) — это конструкция двигателя, разрабатываемая корпорацией Mitsubishi и Токийским технологическим институтом, которая использует магний и воду для выработки энергии.
В рамках совместного проекта, начатого в 2005 году и все еще находящегося на экспериментальной стадии, в 2006 году был разработан прототип двигателя, не содержащего двуокись углерода, который успешно работал без использования ископаемого топлива . Химическая реакция между магнием (в виде порошка) и водой при комнатной температуре приводит к образованию высокоэнергетического пара и водорода. Водород сжигается в то же время, чтобы произвести больше дополнительного высокоэнергетического пара. Эти два источника пара приводят двигатель в действие. Энергетический цикл не производит двуокиси углерода или других вредных выбросов . Единственными побочными продуктами этой реакции являются вода и оксид магния. Магний в этом проекте (распространенный металлический элемент) получается из оксида магния где он отделяется от кислорода с помощью лазерного процесса с использованием солнечной энергии (разработка которой уже продвинулась далеко вперед) и, таким образом, снова используется в качестве топлива. Несмотря на свои небольшие размеры (около 5 см в диаметре и 13,5 см в высоту), двигатель может генерировать тепловую мощность в несколько десятков кВт. Двигатель предназначен для использования в когенерации, автомобилях, кораблях и многих других областях. В заявлении 2006 г. говорилось, что в течение следующих трех лет планируется провести более продвинутые исследования для коммерциализации. С тех пор никаких анонсов этой технологии не делалось.

### ДВС на порошковом твердом топливе
С момента появления ДВС инженеры пытались разработать вариант двигателя, пригодного для работы на недорогом твердом топливе перемолотым в порошок для обеспечения смешивания топлива с воздухом. Предлагались такие варианты как например, угольный порошок или микрокристаллическая целлюлоза. Проблемой было обеспечения подачи топлива в камеру сгорания и засорение двигателя золой и несгоревшим топливом.

#### Двигатели на угольном порошке
В 1980-х годах существовал интерес к разработкам двигателя на угольном порошке. В 1989 году по запросу американского департамента энергетики были проведены исследования на эту тему. В 1989 г. в отчете yправления научной и технической информации Министерства энергетики США описываются ход и результаты исследовательской программы («Характеристики сгорания адиабатического дизельного двигателя, работающего на сухом угольном порошке»), направленной на изучение характеристик сгорания в дизельном двигателе, работающем на сухом угольном порошке. В ходе этой программы были достигнуты значительные успехи в преодолении многих проблем, стоящих перед двигателем, работающим на угольном порошке. Концепция системы сжигания с термическим зажиганием использовалась для улучшения сгорания угольного порошкового топлива. Результаты испытаний подтвердили перспективность разработки двигателей, работающих на угле. Были проделаны такие работы как проектирование, изготовление и испытания двигателя с улучшенной системой подачи угля для распыления угольного порошка во всасываемый воздух; проектирование, изготовление и испытание камеры сгорания двигателя из суперсплава («Hastelloy X»); спроектированы, изготовлены и испытаны износостойкие поршневые кольца и гильзы цилиндра с оксидно-хромовым керамическим покрытием; улучшена система смазки для отделения частиц угля от загрязненного смазочного масла; управление моментом воспламенения фумигированного угольного порошка за счет использования рециркуляции выхлопных газов (EGR) и переменной температуры камеры сгорания; испытания угольного двигателя проводились в двух конфигурациях: двухтопливный (с запуском на дизельном топливе) и 100 % угольный двигатель без дизельного впрыска или подогреваемого всасываемого воздуха; холодный пуск 100%-угольного двигателя с помощью свечи накаливания. Двигатель на угле успешно работал на скорости вращения от 800 до 1800 оборотов в минуту и на холостом ходу до полной нагрузки двигателя.

#### Разработка автомобиля с газотурбинным двигателем компанией «Дженерал Моторс»
В конце 1970-х и начале 1980-х годов США переживали крупный энергетический кризис. Стремительно растущая стоимость топлива привлекла внимание к альтернативным источникам энергии для автомобилей. Компания General Motors взяла на вооружение идею автомобиля с газотурбинным двигателем. Однако вместо жидкого топлива, как почти в любом другом двигателе внутреннего сгорания, инженеры решили использовать уголь. Особенностью дизайна было использование мелкодисперсной угольной пыли. В качестве топливного бака под капотами этих автомобилей находился угольный бункер, порошкообразное содержимое которого нужно было «взбалтывать» с помощью того, что издание Christian Science Monitor назвало «механическими вибраторами».
Газета The New York Times процитировала инженера GM, который работал над проектом, по имени Джон Шульт, который сказал что «небольшой конвейер доставлял уголь [из бункера] в газификатор», а затем сжатый воздух «выдувал уголь из конвейера в газификатор». Он говорил:
«Когда вы нажимали на педаль газа, она фактически приводила в движение потенциометр, изменяющий скорость ленты конвейера для угля. Больше топлива привело к большей мощности. Он упомянул, что у автомобиля было значительное отставание момента набора мощности из-за неуклюжей системы подачи топлива, но как только двигатель получал топливо , машина очень быстро разгонялась.»
Чтобы запустить автомобиль, сказал Шульт, двигатель использовал дизельное топливо. После запуска газотурбинный двигатель автоматически переключил источник топлива на уголь, процесс, который, как говорится в более ранней статье New York Times, включал подачу сжатого воздуха в топливный бак, «чтобы угольный порошок продолжал течь, как жидкость, в зону горения».
Угольный турбинный двигатель никогда серийно не производился. 
Неудача технологии была результатом ряда недостатков. The New York Times сообщает, что порошкообразный уголь, частицы которого в среднем имеют диаметр три микрона, просто не был коммерчески доступным. Кроме того, серьезной проблемой были выбросы из-за высокого содержания серы и примесей в угле. Кроме того, как писала The Times, «должно быть уменьшено количество инертной золы, чтобы избежать загрязнения двигателя». Альберт Белл, глава проекта угольных автомобилей, сказал газете, что:
«Механическая «очистка» угольных выбросов может добавить 67 центов к стоимости за миллион БТЕ (топливный эквивалент ~ 9 галлонов/34 литра бензина), в то время как более эффективная система очистки растворителем добавит 2,80 доллара».
Кроме этого, следует учитывать сложность организации масштабной сети заправок для угольного топлива.

## Транспортные средства на жидком азоте
Транспортные средства на жидком азоте получают энергию от жидкого азота, запасённого в специальных баках. Обычно азотный двигатель работает следующим образом: жидкий азот подогревается в теплообменнике, получая тепло от окружающего воздуха, затем испарившийся азот, преобразованный в газ высокого давления, поступает в двигатель, где, воздействуя на поршень или на ротор двигателя, передаёт ему энергию.
Максимальную удельную мощность, которую можно получить с помощью жидкого азота при атмосферном давлении, составляет 213 ватт-часов на килограмм (Вт•ч/кг). Это намного меньше, чем 3000 Вт•ч/кг, получаемых с самыми современными типами бензиновых двигателей внутреннего сгорания , работающих с тепловым КПД 28%, что в 14 раз превышает удельную мощность жидкого азота, используемого при КПД Карно .
Чтобы изотермический двигатель имел автономность, равную автономии автомобиля с двигателем внутреннего сгорания, необходимо иметь на борту 350-литровый сосуд Дьюара. Следует добавить, что емкость должна иметь толстую изоляцию. Хотя такой объем возможно транспортировать, но все же это значительно больше по сравнению с типичным 50-литровым бензобаком. Добавление более сложных циклов подачи (теплообменники с другим типом рабочей жидкости и многократные дозаправки резервуаров) могут уменьшить потребность в толстой изоляции и позволить ей функционировать, предотвращая образование ледяной корки. Однако на сегодняшний день нет практической модели транспортного средства или компонентов, предназначенных для приведения в движение транспортных средств с помощью баков с жидким азотом и изотермических двигателей Стирлинга .
Еще одна особенность этого мотора в том, что для эффективной работы он должен постоянно обдуваться теплым воздухом, а значит должен иметь большой вентилятор. Автомобиль будет иметь серьезные проблемы при эксплуатации в закрытых или холодных местах, что может привести к значительному снижению температуры двигателя, его повреждению (даже если предположить, что внутреннее трение должно его нагревать). В основном этот двигатель «добывает» тепловую энергию из окружающей среды, и поэтому обогрев салона будет затруднен, так как потребуется автономное отполение. Поэтому использование автомобилей с жидким азотом маловероятно в холодном климате.

## Маховики

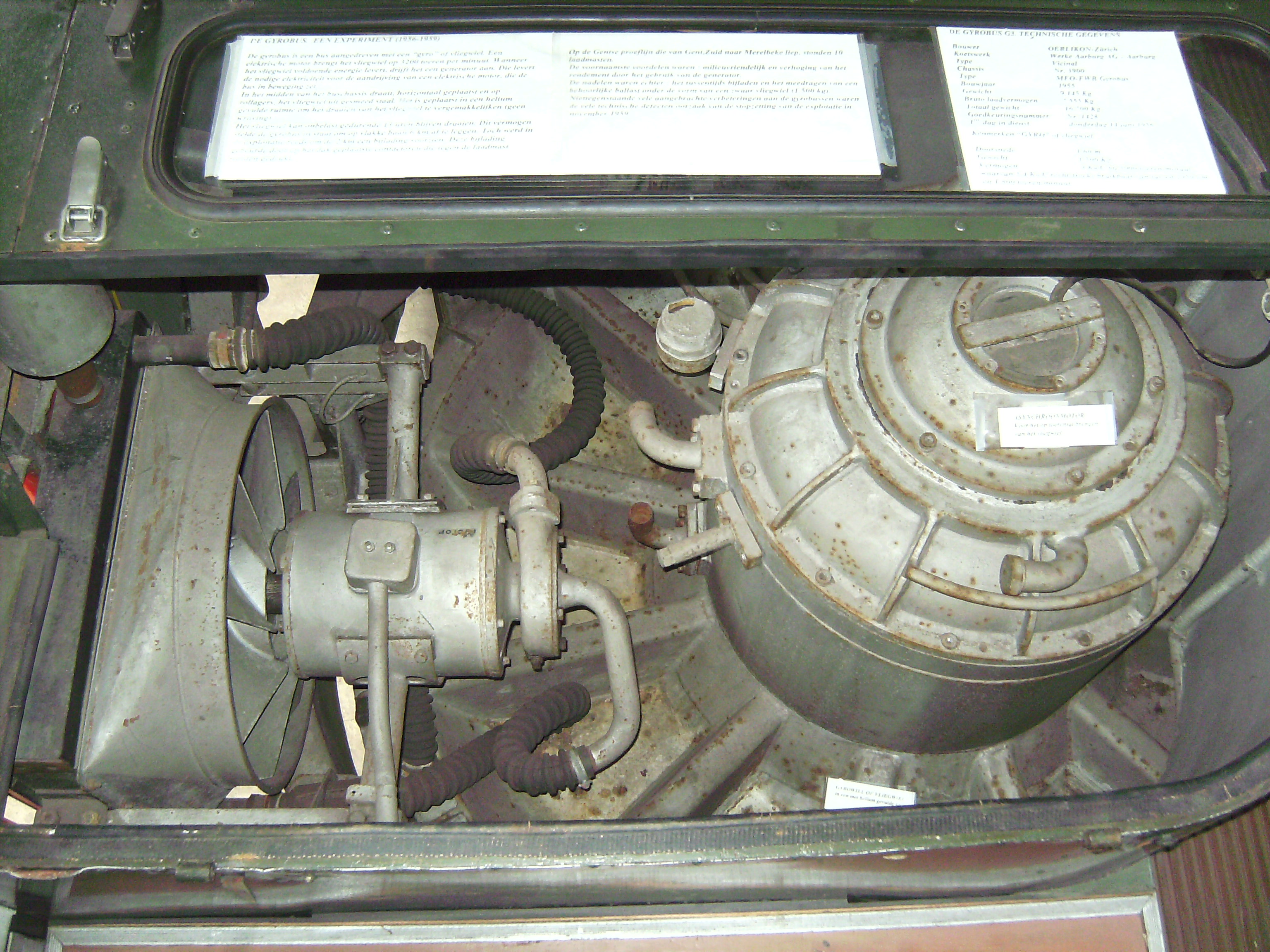
Моторное отделение гиробуса. Справа виден трёхфазный двигатель, ниже него — картер маховика

Маховики также могут использоваться в качестве (в широком смысле слова) «альтернативного топлива» и использовались в 1950-х-1960-х годах для приведения в движение в Швейцарии и других странах, так называемых гиробусов. Маховик гиробуса раскручивался электродвигателем до скорости примерно 3000 об/мин на конечных пунктах и остановках, и позволял ему проехать до 8 километров только на одном "заряде". Автомобили с маховиком тише, чем автомобили с двигателем внутреннего сгорания, не требуют контактной сети и не производят выхлопных газов, но маховик имеет большой вес (1,5 тонны на 5 кВт•ч) и требует специальных мер безопасности из-за высокой скорости вращения.

## Использование мускульной силы
Одним из вариантов снижения зависимости населения от потребления нефтепродуктов традиционно было использование транспортных средств с мускульным приводом (например велосипеды с дополнительным электродвигателем). Такие решения популярны в некоторых странах, где для этого создается специальная инфраструктура.